# Helena Scheuberin
Helena Scheuberin fue una mujer del condado de Tirol conocida por el juicio por brujería que fue llevado contra ella en 1485 por el inquisidor papal Enrique Kramer. Su absolución, gracias especialmente a la intervención del obispo de Innsbruck Georg Golser, hizo que Kramer escribiera un libro sobre la demonología, Malleus Maleficarum, que, publicado en 1487, supuso el primer hito de la caza de brujas que arrasó Europa Occidental hasta el siglo XVII.

## El proceso de Innsbruck (1485)
El origen del proceso fue la muerte del caballero Jörg Spiess,tras una enfermedad durante la cual su médico le aconsejó no seguir visitando a Helena Scheuberin para no morir. Tras la muerte de Spiess, Helena fue acusada de utilizar magia negra para matarle. Aproximadamente unas cincuenta mujeres fueron interrogadas al mismo tiempo que Helena Scheuberin, denunciadas por sus antiguos amantes, quienes engañaban a sus cónyuges o por las personas que tenían peleas y conflictos con ellas.
El juicio comenzó en 1485 en Innsbruck, en el que participaron Helena y otras seis mujeres. La acusación estuvo a cargo de Heinrich Kramer, un monje dominico de Sélestat que, alrededor de 1480, fue nombrado por el Papa inquisidor para las regiones que abarcaban desde Alsacia hasta Tirol. El abogado Johann Merwais subrayó desde el inicio del proceso que los interrogatorios fueron inadecuados, porque incluían preguntas que inducían a ciertas respuestas. Varias personas testificaron contra las acusadas, pero su testimonio fue debilitado por la animosidad personal que mostraban estos testigos hacia la acusada principal.
Heinrich Kramer basaba su acusación en una crítica a las prácticas sexuales de la acusada, que él consideraba indecentes. Él le hacía preguntas detalladas sobre sus actividades sexuales, hasta el punto de que el representante del obispo le pidió que se fuera de la sala. Scheuberin no estuvo dispuesta a ceder y no dudó en interpelar personalmente a Kramer durante el juicio.
Por su parte, el obispo Georg Golser, examinando atentamente los expedientes, constató que había una disparidad entre las denuncias iniciales y las acusaciones formuladas por Kramer en el juicio. Este último, conmocionado por la promiscuidad y el comportamiento sexual de las acusadas, intentó resaltar un vínculo entre la promiscuidad sexual (inmoralidad) con la práctica de la brujería. Considerando que en las acusaciones iniciales no aparece ninguna acusación de diabolismo y que la vida sexual de las mujeres no debería mencionarse tan claramente, el obispo dejó de confiar en el inquisidor.
Por un lado, las autoridades locales (eclesiásticas y seculares) todavía consideraban la brujería como un delito menor, no necesariamente asociado con Satán. Por otro lado, el obispo temía las represalias de las familias de las acusadas contra el representante de la Inquisición en caso de que las sanciones fuesen severas. El obispo decidió finalizar rápidamente al juicio: Helena Scheuberin y sus coacusadas fueron absueltas o condenadas a penas menores en forma de penitencia. El archiduque Segismundo de Habsburgo, el conde del Tirol, aceptó pagar los costes del proceso.

## La relevancia histórica de este caso
Los juicios fueron iniciados en parte por el inquisidor Heinrich Kramer, que viajó a Alemania para cazar brujas. La diócesis local se negó a obedecer sus órdenes, lo que llevó a Kramer a buscar posteriormente el apoyo del Papa, mediante la publicación de una bula papal, la Summis desiderantes afectibus (1484), que reafirmaba su autoridad judicial como inquisidor.
Kramer no quedó satisfecho con el resultado del proceso y permaneció en Innsbruck para seguir investigando. Finalmente se fue tras tener un intercambio de cartas con un obispo italiano, Georg Golser,quien le ordenó que abandonar Innsbruck. Regresó a Colonia y escribió un tratado sobre la brujería que más tarde se convertiría en el Malleus maleficarum, publicado por primera vez en 1487, y que constituye una especie de manual de instrucciones para encontrar, identificar y hacer confesar a las brujas.

## Posteridad
En 2010 se publicó una novela histórica sobre la vida de Helena Scheuber.